# Jorge Abreu
Pour les articles homonymes, voir Abreu.
Abreu  Soler est un nom espagnol. Le premier nom de famille, en général paternel, est Abreu ; le second, en général maternel, souvent omis, est Soler.
Jorge Luis Abreu Soler (né le 16 mars 1990 à San Antonio del Táchira) est un coureur cycliste vénézuélien.

## Palmarès sur route

### Par année
- 2011
  - 2e du championnat du Venezuela sur route espoirs
- 2012
  - 3e du Giro Ciclistico Pesca e Nettarina di Romagna
  - 3e du championnat du Venezuela sur route espoirs
- 2014
  - 4e étape du Tour du Venezuela
- 2015
  - 5e étape de la Vuelta a Barinitas
- 2016
  - 2e du Tour du Táchira
- 2018
  - 5e étape du Tour du Táchira
- 2020
  - 2e étape du Tour de Bramón
  - 2e du Tour de Bramón
- 2021
  - Classement général du Tour du Venezuela
- 2022
  - 2e de la Vuelta a la Independencia Nacional
- 2023
  - 2e étape du Tour de Bramón
  - 2e du Tour de Bramón
- 2025
  - 2e du Tour du Táchira

### Classements mondiaux
| Année                                 | 2011 | 2012 | 2013 | 2014 | 2015 | 2016  | 2017  | 2018  | 2019 | 2020  | 2021 | 2022 | 2023 | 2024  |
| ------------------------------------- | ---- | ---- | ---- | ---- | ---- | ----- | ----- | ----- | ---- | ----- | ---- | ---- | ---- | ----- |
| Classement mondial                    |      |      |      |      |      | 1236e | 1611e | 2333e | nc   | 1827e | nc   | nc   | nc   | 2737e |
| UCI America Tour                      | 96e  | 183e | nc   | 125e | 357e | 138e  | 183e  | 301e  | nc   | 173e  | nc   | nc   | nc   | nc    |
|                                       |      |      |      |      |      |       |       |       |      |       |      |      |      |       |
| Légende : nc = non classéSource : UCI |      |      |      |      |      |       |       |       |      |       |      |      |      |       |

## Palmarès sur piste

### Championnats du Venezuela
- 2014
  -  Champion du Venezuela de la course aux points